# Duży Sucharek
Duży Sucharek (Suchar Wielki) – jezioro w Polsce, położone w województwie podlaskim, powiecie suwalskim, gminie Suwałki, na terenie Wigierskiego Parku Narodowego, na południowy wschód od Suwałk. Na południe od jeziora znajduje się Jezioro Wigry.
Jest to jezioro typowo dystroficzne, tworzące mocno zatorfioną rynnę, otoczoną wysokimi brzegami. Woda w jeziorze jest miękka (braku soli wapnia), o zabarwieniu brunatnym. Jezioro zamieszkują bobry. W celu zapewnienia niezakłóconego przebiegu procesów przyrodniczych Duży Sucharek objęty jest od 1985 roku ochroną ścisłą.
Duży Sucharek jest największym spośród zbiorników polihumusowych (dystroficznych) występującym na terenie Wigierskiego Parku Narodowego. Charakterystyczny ciemnobrunatny kolor wody tych jezior spowodowany jest wysoką koncentracją kwasów humusowych, powstających z rozkładu substancji organicznych (igliwia, gałązek, liści) spłukiwanych do zbiornika z otaczających lasów. Dopływ substancji humusowych powoduje dodatkowo naturalne zakwaszenie wody oraz wiązanie rozpuszczonych w niej związków mineralnych. Narastanie mszaru postępuje od lądu w kierunku środka jeziora. W sucharach mamy więc do czynienia z bardzo niskim pH, niską koncentracją wapnia oraz substancji biogennych (fosforu, azotu, sodu, potasu). Inną cechą wyróżniającą suchary jest bardzo silna stratyfikacja (uwarstwienie) termiczna wód, wynikająca z osłonięcia misy jeziornej przed działaniem wiatrów. Różnice temperatury wody w układzie pionowym mogą wynosić latem nawet 5–6 °C na jeden metr głębokości. Mała przejrzystość wody w sucharach ogranicza występowanie zespołów roślinnych do głębokości około 2 metrów. Bardzo niska zawartość wapnia uniemożliwia bytowanie mięczakom, którym wapń jest niezbędny do budowy muszli. Występuje tu licznie wełnianka pochwowata, modrzewica, żurawina i rosiczka okrągłolistna. Nielicznie pojawia się tu skarłowaciała brzoza i sosna.